# Amyna poecila
Amyna poecila là một loài bướm đêm trong họ Noctuidae.